# لورا ألبرت
لورا ألبرت (بالإنجليزية: Laura Albert)‏ (2 نوفمبر 1965، بروكلين في الولايات المتحدة)؛ كاتِبة، سيناريست وروائية أمريكية.

## روابط خارجية
- لورا ألبرت على موقع IMDb (الإنجليزية)
- لورا ألبرت على موقع إن إن دي بي (الإنجليزية)
- لورا ألبرت على موقع قاعدة بيانات الفيلم (الإنجليزية)